# Andrea Quinn
Andrea Quinn (* 1964) ist eine englische Dirigentin.
Sie studierte an der Royal Academy of Music bei Colin Metters, George Hurst und John Carewe. sowie in Ungarn am Bartok International Seminar. Sie war von 1998 bis 2001 Musikdirektorin des Royal Ballet in London, danach bis 2006 Musikdirektorin des New York City Ballet. Von 2005 bis 2009 leitete sie in derselben Funktion die Norrlands Opera in Umeå, Schweden.
Andrea Quinn dirigierte darüber hinaus bedeutende Orchester, darunter das London Symphony Orchestra, das Philharmonia Orchestra, das London Philharmonic Orchestra, das Royal Philharmonic Orchestra, das BBC National Orchestra of Wales, das BBC Scottish Symphony Orchestra, das Hallé-Orchester und das Scottish Chamber Orchestra.
Sie arbeitete in Australien mit dem Adelaide Symphony Orchestra und dem Melbourne Symphony Orchestra, in China mit dem Hong Kong Philharmonic Orchestra, in Skandinavien mit den Göteborger Symphonikern, dem NRK Radio Orchestra in Oslo, dem Norrköping Symphony Orchestra und mit Orchestern in Italien, Finnland, Singapur und Kuala Lumpur.